# 變身惡女
《變身惡女》（英語：Girl Gone Wild）是美國女歌手瑪丹娜在2012年3月發行的單曲，該單曲收錄於她的第十二張錄音室專輯《MDNA》中。

## 內容

### 歌曲簡介
〈變身惡女〉是一首標準瑪丹娜式的電音舞曲，旋律好聽節奏夠強勁，音樂權威滾石雜誌（Rolling Stone）給了這首歌三顆星評價，他們很高興瑪丹娜終於又出了一首像樣的舞曲了。〈變身惡女〉接在〈Give Me All Your Luvin'〉之後推出實在不是件好事，因為許多樂評都認為〈變身惡女〉應該拿來當作這張專輯的首支主打單曲的，因為論及好聽以及流行度而言，它贏〈Give Me All Your Luvin'〉太多了。

### 音樂影片
〈變身惡女〉的音樂影片請來了 Mert and Marcus 負責執導掌鏡，影片中和瑪丹娜一起大秀舞蹈的是烏克蘭男子團體Kazaky，這是一支以穿著5吋高跟鞋跳舞為話題的男子舞蹈團體，除了Kazaky之外，瑪丹娜還找來了時尚圈最頂級的男模在影片中露臉，如 Sean O'Pry、Brad Alphonso、喬·可塔迦納、Rob Evans 和 Simon Nessman 等，每個都是各大知名廠牌御用的一線男模。
影片中瑪丹娜穿著黑色緊身衣，大秀瑜珈有成的柔軟筋骨，不時撫摸自己胸部，扭腰擺臀兼倒立，和男模們激情演出，畫面相當限制級，同志意味十足。

### 商業成績
2012年正好是瑪丹娜出道第卅年，雖然〈變身惡女〉並未打進告示牌單曲榜，不過它在舞曲榜上的成績依舊亮眼，〈變身惡女〉在2012年4月21日登上舞曲榜榜首位置，成為瑪丹娜第42首冠軍舞曲。在英國單曲榜方面，繼上一首單曲〈Give Me All Your Luvin'〉僅獲得第37名的成績之後，沒想到〈變身惡女〉在該榜又再一次栽了一個大跟斗，僅獲得第73名的成績，瑪丹娜已經連續三首歌打不進英國單曲榜前20名，她上一首全英TOP 10是在2009年以〈Celebration〉拿下第3名，這顯示出瑪丹娜這塊金字招牌在英國市場已經不是無往不利了。